# کاوش کوانتومی: سفر فضایی کاسینی
کاوش کوانتومی: سفر فضایی کاسینی (انگلیسی: Quantum Quest: A Cassini Space Odyssey) یک فیلم در ژانر علمی تخیلی به کارگردانی دانیل سنت پیر است که در سال ۲۰۱۰ منتشر شد.

## بازیگران
- کریس پاین
- آماندا پیت
- ساموئل ال. جکسون
- هایدن کریستنسن
- جیمز ارل جونز
- ساندرا اوه
- ویلیام شاتنر
- مارک همیل
- داگ جونز
- ابیگیل برسلین
- اسپنسر برسلین
- رابرت پیکاردو
- برنت اسپاینر
- جیسن الکساندر
- تام کنی
- کیسی کیزم
- گری گراهام
- جنینا گاوانکار